# Ayoub Boucheta
Ayoub Boucheta (en arabe : أيوب بوشتة), né le 3 décembre 1993 à Casablanca au Maroc, est un footballeur marocain évoluant au poste d'attaquant au sein du club marocain du Wydad Athletic Club.

## Biographie
Ayoub Boucheta est formé au Raja Club Athletic, au Maroc. Il fait ses débuts professionnels en 2014 en entrant en jeu en Coupe du Maroc. Le 1er juillet 2014, il est prêté au Racing de Casablanca en D2 marocaine.
Le 1er août 2019, il s'engage au TAS de Casablanca en D2 marocaine et dispute la totalité des matchs de la Coupe du Maroc, atteignant la finale et remportant le titre contre le Hassania d'Agadir (victoire, 2-1). Il marque son unique but en demi-finale de la Coupe contre l'Ittihad de Khémisset.
Le 1er novembre 2020, il signe au Sporting Club Chabab Mohammédia.

## Palmarès

### En club
Raja Club Athletic
Coupe nord-africaine des clubs champions 2015
 TAS de Casablanca
- Coupe du Maroc (1) :
  - Vainqueur : 2019.